# トポフィリア
トポフィリア(Topophilia)とは、「場所への愛」という意味を持つ、イーフー・トゥアン（Yi-Fu Tuan, 段義孚）によって提示された概念である。

## 概要
ガストン・バシュラールは、『空間の詩学』において、「幸福な空間のイメージ」に対する概念を「トポフィリ（場所への愛）」と名付けた。イフー・トゥアンは、これを英語化し、「人と、場所(トポス)または環境との間の情緒的な結びつき」、「人々が持つ場所(トポス)への愛着」といった意味合いを持たせ、トポフィリアとした。この考えは、著書『トポフィリア 原題: Topophiliaの中で述べられている。この本では、様々な視点から環境を見つめ、「知覚」「態度」「価値」「世界観」をキーワードとして論を展開している。以下の記述は、小野有五・阿部一によって翻訳された『トポフィリア-人間と環境-』に基づく。

## 『トポフィリア』の内容
第1章「序論」から第15章「要旨と結論」まで15章に分かれており、さらに各章の中でもいくつかの項目ごとに細かく分けてその章題についてまとめられている。

### 第1章 序論
本章では、「環境に対する人々の見解はどのようなものか？」というような問いかけをはじめとする筆者が探ってみたい問題を述べることから始まり、本書を書くにあたって、限られた概念を組み合わせてトポフィリアというテーマを構成するために、筆者が試みた5つの点が述べられている。また、先ほど挙げた4つのキーワードと、本書のテーマであるトポフィリアの簡単な定義も章の最後に述べられている。

### 第2章 知覚の一般的特徴ー感覚
本章では、キーワードの一つである「知覚」に焦点が置かれている。動物の知覚器官と人間のそれはどれほど異なっているか、具体的に視覚・触覚・聴覚・嗅覚に分けて述べられている。現代(執筆当初)では視覚が支配的であるが、どの感覚器官を通じるかによって世界の知覚の仕方が変化してくることから、知覚に由来する人間の世界のユニークさについても言及している。

### 第3章 一般的な心理構造と反応
本章では、世界をどのように知覚するか、心理的な面からの環境のとらえ方、(キーワードの一つである)「世界観」について、その意味づけやカテゴリ分けをしている。人間の作り出した文化の多様性の根底にある類似性に焦点をあててまとめられている。

### 第4章 自民族中心主義・対称性・空間
本章では、章題にもあるように、いくつかの国や地域を具体例として、自民族中心主義について説明している。人間ならば、個人でも集団でも、自己を中心として世界を知覚する傾向があると言及し、自らの生活空間を示したものである地図に表れている世界観について述べている。

### 第5章 私的な世界ー個人の違いと嗜好
本章では、人間の多様な性質による個人の内面的な差について述べている。環境へ個々人の態度の違いを見ていくための前提として、人間それぞれの性・気質・生理など生来の内面の違いに言及することによってアプローチしていっている。

### 第6章 文化・経験・環境への態度
本章では、「文化」と「環境」という概念は重なり合っていることから、外的要因によって生じる個人差について言及し、そこから環境に対する価値づけ、世界観・知覚の仕方の違いを制約している文化の役割について概観している。

### 第7章 環境・知覚・世界観
本章では前章に引き続き、環境に対する態度と価値づけに焦点を置き、文化ー環境という単純な二分法を用いて、この対になったものの見方を検討している。主に、知覚や態度や世界観に対する物理的環境の効果に重点が置かれている。

### 第8章 トポフィリアと環境
本章では、第6・7章と同じ手法で今度は、人間の場所に対する愛、すなわちトポフィリアという観点に絞って、人間の環境に対応する仕方、愛国心などについて述べている。さまざまなテーマについて述べるが、ここでは共通してトポフィリア的な情緒の及ぶ範囲や、多様性や強さを強調している。

### 第9章 環境とトポフィリア
本章では、前章の内容を受けて、「環境の要素がトポフィリアの内容にどのように浸透してくるか」ということをテーマとして述べている。場所や環境がトポフィリアにイメージを与え、それを特別な感情に変えていくときの役割について論じている。具体的には、文学・絵画より、初期ギリシア人やヨーロッパ人、中国人のトポフィリアにおける環境の役割を例としている。

### 第10章 コスモスから景観へ
本章では、ヨーロッパにおいて1500年～1700年間のある間に、垂直的なコスモスから、水平的な景観へと世界観の軸が変換したという話題について述べている。その証拠づけとして自然科学・文学・風景画を挙げ、さらに中国的考えと対比しつつ論を展開している。

### 第11章 理想都市と超越性の象徴
本章では、都市は人間と環境の理想を表現するとし、円形・長方形の理想について古代都市を例に図を用いて述べている。また、現代(執筆当初)の理想都市としてブラジリアを例に言及している。

### 第12章 物理的環境と都市の生活様式
本章でも前章に引き続き都市について述べているのだが、本章では今度は、日常的な交流の中で知覚される都市を話題としている。経済的・社会的・超俗的行動の総体である生活様式の多様性を長安と杭州などいくつかの都市を例にみていき、さらに中世ー近世と時間軸をずらして述べている。前章と同じく最後には、現代(執筆当初)の具体的都市が挙げられており、本章では、自動車都市ーロサンゼルスが紹介されている。

### 第13章 アメリカの都市ー象徴体系・イメージ像・知覚
本章では、アメリカ合衆国の都市に焦点を合わせ、都市の象徴・イメージ、都市に対する評価の違いについて論じている。文明が達成できたものの象徴(あるいは隠喩)としてのアメリカの都市について述べたのち、居住や日常化を通じて得た特定の隣近所に対する人々の態度へと論を展開させている。

### 第14章 郊外とニュータウンー環境の探究
本章では、まず初めに「郊外は一つの理想である」と述べ、前章で述べてきた都市のイメージとは対照的なイメージのある郊外について記している。そして時代とともに変化してきた郊外のイメージとそのあり方について論を展開している。

### 第15章 要旨と結論
本章では、環境に対する知覚・態度・価値の研究において筆者が重要であると考える点を6つ挙げて要旨とし、本書全体をふまえた結論を述べている。

## 出版
原書：英；Yi-Fu Tuan. TOPOFHILIA; A study of Environmental Perception, Atitudes and Values (Prentice-Hall, Englewood Cliffs, New Jersey, 1974)
原題『トポフィリアー環境に対する知覚・態度・価値についての研究』 邦訳『トポフィリアー人間と環境ー』
- せりか書房(1992年1月)
- 筑摩書房(2008年4月)